# Chelat-Therapie
Als Chelat-Therapie wird die therapeutische Anwendung von Chelatbildnern bezeichnet. Dabei werden Komplexbildner wie EDTA, DMSA, DMPS entweder oral oder als Infusion verabreicht. Für die protokollgerechte Anwendung der Chelatsubstanzen bei akuten Intoxikationen stehen die Giftinformationszentren zur Verfügung. Die Behandlung chronischer Expositionen erfordert weniger aggressive Maßnahmen. Spezifische Protokolle zur Entgiftung chronischer Metallbelastungen werden heute von Umweltmedizinern und Mitgliedern der Deutschen Ärztegesellschaft für Klinische Metalltoxikologie eingesetzt.

## Schwermetallentgiftung
Chelate werden in der evidenzbasierten Medizin seit den 1940er Jahren bei schweren Vergiftungen durch Schwermetalle eingesetzt. Nach dem Ausschalten der Vergiftungsursache (Beenden der Exposition) ist der Einsatz von Chelatbildnern die nächstwichtige Therapieform.
Schwermetalle, wie Blei oder Quecksilber, werden im Körper gespeichert und reichern sich beispielsweise bei einer Bleivergiftung im Gewebe, z. B. in den Knochen, an. Auch bei Beseitigung der ursprünglichen Quelle bleibt der Körper weiterhin der Belastung, die durch allmähliches Freisetzen des gespeicherten Schwermetalls aus dem Körper entsteht, ausgesetzt. Chelatbildner beschleunigen die natürliche Ausscheidung von im Körper akkumulierten Schwermetallen, indem sie zweiwertige Ionen komplexieren.
Weiterhin wird Morbus Wilson, eine Stoffwechselkrankheit, die Kupfer im Körper anreichert, mit Chelatbildnern therapiert.

## Alternativmedizin
Alternativmedizinisch werden Chelatbildner (insbesondere DMSA und DMPS) zur Ausleitung auch bei geringer Schwermetallbelastung eingesetzt, wenn bestimmte Krankheitssymptome vorliegen.

Metall-EDTA-Komplex

Außerdem wurden Chelat-Therapien lange Zeit mit dem Slogan „Rohrfrei für die Arterien“ beworben. Dabei wird EDTA intravenös als Infusionen verabreicht, wobei in der Regel 20 bis 30 solcher Infusionen im Abstand von einigen Tagen verordnet werden. In der Alternativmedizin werden sie vor allem eingesetzt bei Durchblutungsstörungen als Folge von Arteriosklerose. Eventuelle Bypass-Operationen der Herzkranzgefäße sollen dadurch unnötig werden. Außerdem sollen Raucherbeine abheilen, der Blutdruck und der Blutzuckerspiegel sollen sinken, Angina-pectoris-Beschwerden abklingen.
Lange wurde von den Anwendern behauptet, durch die Chelat-Therapie würden die Plaques aufgelöst, die Ablagerungen an den Gefäßwänden bei Arteriosklerose. Diese Ablagerungen bestehen im Wesentlichen aus Calcium-Salzen und Cholesterin. Durch diese Ablagerungen verengen sich die verhärteten Gefäße. Das injizierte EDTA sollte angeblich das Calcium ausschwemmen und so die Arterien wieder „frei machen“. Dieses Konzept konnte weder in experimentellen Studien noch in kontrollierten klinischen Studien bestätigt werden, entsprechende Studien zeigten keinen nachweisbaren Effekt. Die Ablagerungen bestehen auch nicht nur aus Calcium.
Inzwischen räumen die Anwender selbst ein, dass die Theorie falsch war:

„Die Chelat-Therapie ist nicht, wie bisher angenommen, eine Art 'Rohrfrei'. Bevor man etwas über die Pathologie der freien Radikale wusste, bestand die Arbeitshypothese über das Wirkprinzip der EDTA darin, dass die Chelat-Therapie ihren bedeutendsten Heileffekt in der Veränderung des Calcium-Stoffwechsels hatte. […] Dieses Denkmodell […] ist tatsächlich nicht ausschlaggebend […]. Die Tatsache, dass EDTA frei verfügbares Calcium bindet, wird mittlerweile als einer der unwichtigsten Aspekte seines Wirkprinzips angesehen.“

Die nun verbreitete Theorie besagt, dass Metalle im Körper unerwünschte Wirkungen von freien Radikalen und damit den Alterungsprozess begünstigen. Auch diese Annahme ist bislang nicht durch unabhängige wissenschaftliche Studien belegt.
Die Gabe eines Chelators wird alternativmedizinisch auch zur Diagnostik von subklinischen Schwermetallvergiftungen eingesetzt. Diese Anwendung ist nicht zugelassen, wissenschaftlich widerlegt und wird von Fachgesellschaften abgelehnt.

### Risiken und Nebenwirkungen
Befürworter der alternativen Chelat-Therapie behaupten: „Unter fachkundiger Durchführung eines Arztes ist diese Art der Therapie so ungefährlich wie die Medikation mit Aspirin-Tabletten.“ Als normale Nebenwirkungen werden Symptome wie Frösteln, leichte Herzschmerzen, Schwindel, Gliederschmerzen, Müdigkeit, Fieber und Kopfschmerzen angegeben. Das Risiko gefährlicher Zwischenfälle betrage 1:10.000.
Grundsätzlich werden bei einer EDTA-Behandlung jedoch nicht nur Schwermetalle aus dem Körper geschwemmt, sondern auch Mineralstoffe und Spurenelemente. Es kann zu einer Störung des Calciumstoffwechsels kommen mit der Folge von Herzrhythmusstörungen, Krampfanfällen und im Extremfall Atemstillstand. Es sind Todesfälle bekannt geworden. Außerdem kann es auf Grund von Calciummangel zu Störungen der Blutgerinnung kommen, des Weiteren sind Nierenversagen und eine Schädigung des Knochenmarks möglich. Nebenwirkungen treten auch in Form von Dermatosen durch Zn2+-Ionen-Verluste auf.

## Bewertung
Bei ernsthaften akuten Vergiftungen mit Schwermetallen gilt der Einsatz von selektiven Chelatbildnern als sinnvoll, z. B. EDTA bei Bleivergiftung, Dimercaprol bei Quecksilbervergiftung.
Die alternativmedizinische Schwermetallausleitung wird von der wissenschaftlichen Medizin abgelehnt. Amerikanische und deutsche Ärzteverbände und die amerikanische Gesundheitsbehörde FDA haben schon 1984 vor der Chelat-Therapie gewarnt. 1998 hat die Verbraucherzeitschrift der FDA FDA Consumer die Chelattherapie in die „Top Ten“ der als „Gesundheitsschwindel“ erkannten Methoden eingereiht. Keine unabhängige wissenschaftliche Studie hat bislang einen Erfolg der Methode erwiesen.

“Between 1963 and 1985, independent physicians published at least fifteen separate reports documenting the case histories of more than seventy patients who had received chelation treatments. They found no evidence of change in the atherosclerotic disease process, no decrease in the size of atherosclerotic plaques, and no evidence that narrowed arteries opened wider.”

„Zwischen 1963 und 1985 haben unabhängige Wissenschaftler mindestens 15 Berichte veröffentlicht, in denen sie die Fälle von über 70 Patienten dokumentieren, die mit Chelat-Therapie behandelt wurden. Sie fanden keine Beweise für eine Veränderung des Krankheitsverlaufs bei Arteriosklerose, keine Verringerung der Plaques und keinen Beweis, dass verengte Arterien weiter geworden waren.“

Auch eine im Jahr 2002 veröffentlichte unabhängige randomisierte placebokontrollierte Studie mit 84 Patienten erbrachte keinen Wirkungsnachweis. Sowohl in der Chelat-Gruppe als auch in der Kontrollgruppe, die als Placebo Kochsalzlösungen injiziert erhielten, erlitt jeweils ein Teilnehmer einen Herzinfarkt während der Studie.
Die Kosten einer Chelat-Therapie gegen Arteriosklerose werden von den gesetzlichen Krankenkassen nicht übernommen. Die Deutsche Chelat-Gesellschaft gibt die Kosten pro Infusion mit 100 bis 150 Euro an.